# Martin van Rijn

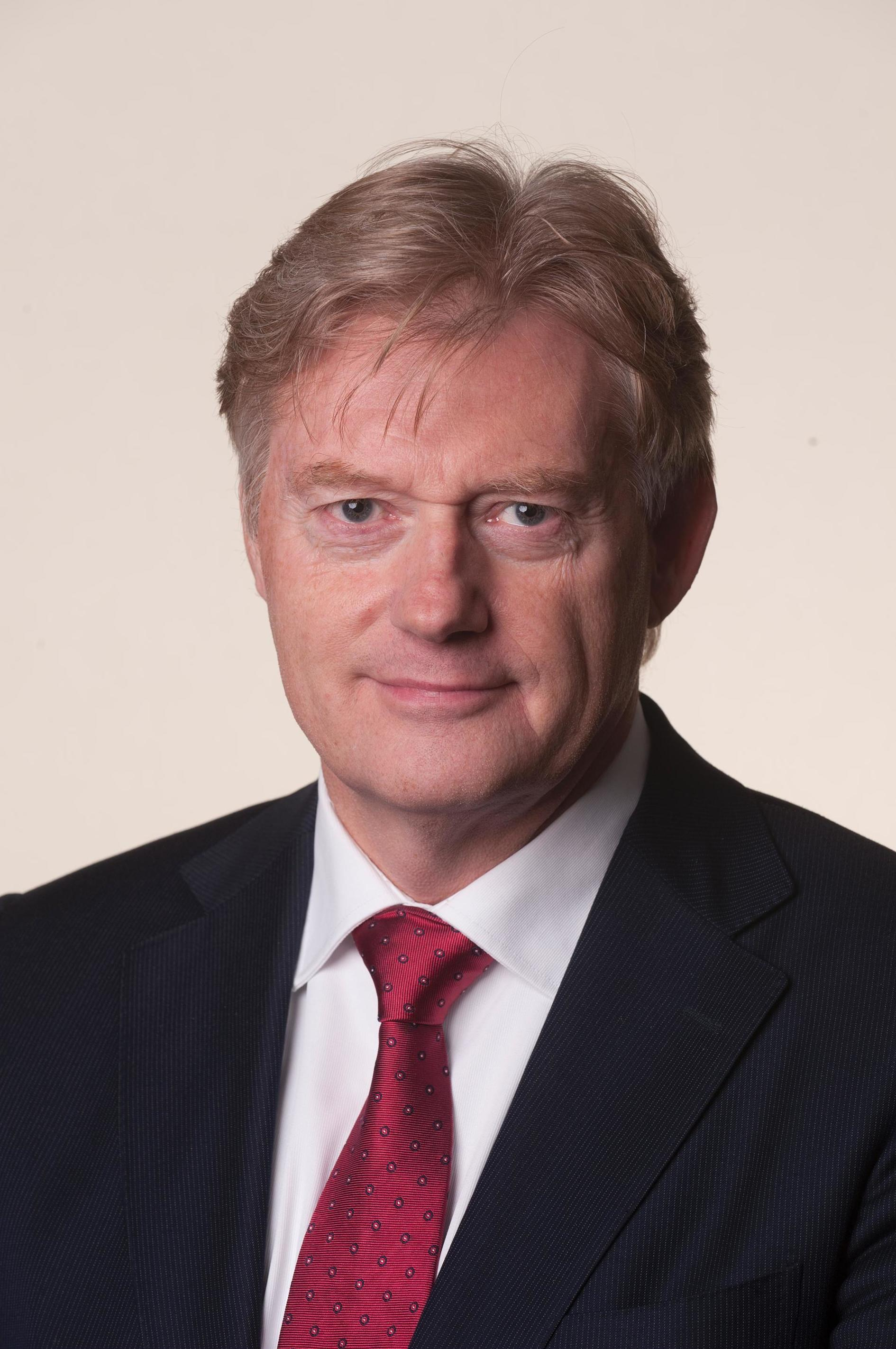
Martin van Rijn (2012)

Maarten Johannes (Martin) van Rijn (* 7. Februar 1956 in Rotterdam) ist ein niederländischer Politiker der PvdA und Beamter. Vom 5. November 2012 bis 26. Oktober 2017 war er der Staatssekretär im Ministerium für Gesundheit, Wohlbefinden und Sport im Kabinett Rutte II. Am 23. März 2020 übernahm er den Posten des Ministers für Gesundheitsversorgung im Kabinett Rutte III, nachdem Bruno Bruins aus gesundheitlichen Gründen zurückgetreten war. Am 9. Juli 2020 trat er zurück und wurde nachgefolgt von Tamara van Ark (VVD).

## Auszeichnungen
- Orden von Oranien-Nassau (2008)[1]